# Martin Tomczyk
Martin Tomczyk (Rosenheim, Alemania, 7 de diciembre de 1981) es un piloto de automovilismo de velocidad que ha competido en el Deutsche Tourenwagen Masters. Fue campeón del certamen en 2011, tercero en 2007, cuarto en 2006 y quinto en 2004, acumulando siete victorias y 24 podios.
En 2012, Tomczyk dejó de correr para la marca Audi, donde debutó en la categoría en 2001, y pasó a competir para BMW. Tomczyk fue nombrado Deportista del Motor del ADAC de 2008 y 2011. Su padre, Hermann Tomczyk, es dirigente del automovilismo alemán.

## Trayectoria
Tomczyk compitió en karting desde 1992 hasta 1997. En 1998 pasó a formarse en monoplazas y fue subcampeón de la Fórmula BMW Junior Alemana. El piloto pasó a la Fórmula BMW Alemana en 1999, donde resultó cuarto, al tiempo que ganó el campeonato de la Fórmula BMW Portuguesa. Su último año en monoplazas fue 2000, donde corrió para KMS en la Fórmula 3 Alemana, que concluyó 12.º sin victorias.
A la edad de 19 años, Tomczyk fue fichado por el equipo Abt para pilotar un Audi TT en la temporada 2001 del DTM. Llegó cuarto en su segunda carrera y puntuó en tres fechas más, lo cual le permitió terminar 13.º en la tabla final. En 2002, el piloto arribó a meta en solamente dos carreras; no obstante, un quinto lugar le bastó para resultar noveno en el campeonato. Nuevamente llegó en zona de puntos una sola vez en 2003, esta vez un octavo, que lo dejó 16.º en el clasificador.
Junto con el cambio de automóviles de 2004, cuando Audi adoptó el Audi A4 y se convirtió en equipo oficial, Tomczyk quedó como piloto de primera fila en Abt. Sumó tres segundos lugares y un tercero como mejores resultados, que le permitieron alcanzar el quinto puesto final, de hecho superando al laureado Bernd Schneider como mejor piloto alemán del campeonato. Pese a contar con un automóvil nuevo al igual que sus compañeros Mattias Ekström y Tom Kristensen, el alemán no obtuvo ningún podio en 2005 y se vio relegado al 13.er lugar.
Luego de que Opel se retirara del DTM en 2006 y dejara a Audi y Mercedes-Benz como únicas marcas participantes, surgieron varios equipos privados que participaron con automóviles de hasta dos años de antigüedad. Tomczyk conservó su lugar en Abt, y con un A4 último modelo logró su primera victoria, dos podios y arribos en todas excepto una de las carreras. Así, terminó cuarto en el campeonato, detrás de los pilotos de Schneider y Bruno Spengler de Mercedes y de Kristensen, compañero de equipo en Abt. En 2007, el alemán ganó dos carreras, segundo en dos y quinto en otra. Pese a no sumar puntos en la mitad de las fechas, eso le bastó para finalizar tercero en el torneo, siguiendo a Ekström y Spengler.
2008 fue un año de altibajos para Tomczyk: sumó un único podio, tres cuartas colocaciones, dos quintas y tres abandonos, quedando octavo en la tabla final. Volvió a vencer una carrera en 2007, llegó tercero en otras tres y cuarto en una. Nuevamente, tres abandonos le impidieron pelear por el campeonato, y quedó sexto en el clasificador.
Pese a contar con A4 reciente, Tomczyk no subió a ningún podio en 2010 y arribó a meta entre los primeros cinco apenas dos veces. Su regularidad, medida en ocho carreras con puntos en once, le permitió quedar octavo en el campeonato. No obstante, su pobre actuación le significó ser relegado del equipo Abt a Phoenix y deber competir en 2011 con un A4 del año 2008. Pese a ello, Tomczyk venció en tres oportunidades, terminó segundo en dos, tercero en tres y quinto en las dos restantes. De esta manera, ganó el título por amplio margen de puntos. Donde no fue tan efectivo fue en el evento del Estadio Olímpico de Múnich, donde resultó 13.º en la guerra de marcas y séptimo en la competencia principal.

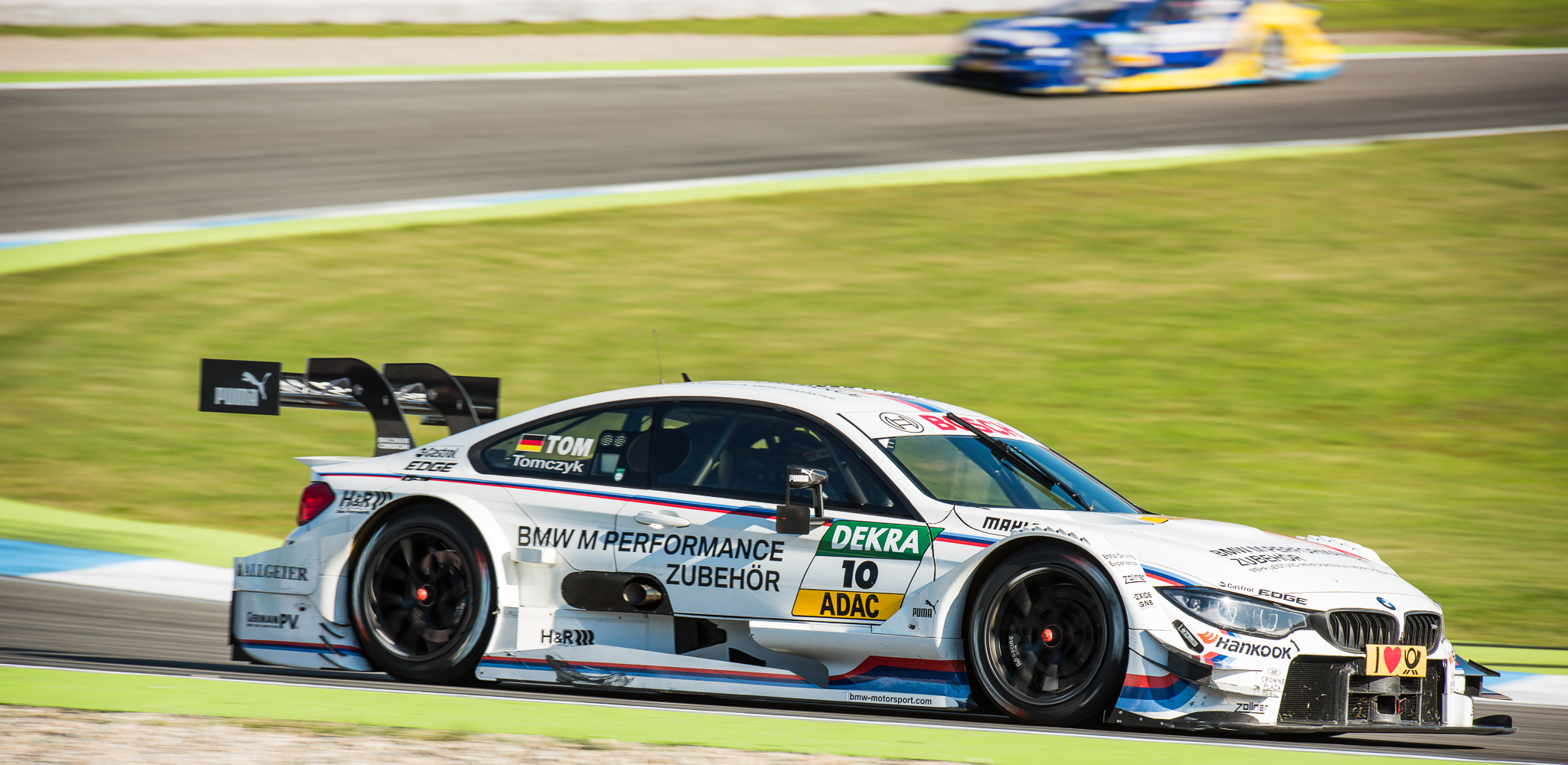
Martin Tomczyk, Deutsche Tourenwagen Masters 2014 - Hockenheimring

La marca BMW contrató a Tomczyk para que pilote uno de los BMW M3 del equipo RMG en su retorno al DTM en 2012, luego de 20 años ausente. Con tres podios y cuatro abandonos en diez carreras, finalizó octavo en el campeonato. En 2013 sólo logró un quinto puesto, y quedó relegado a la 19.ª colocación final. Ese mismo año, llegó sexto absoluto en las 24 Horas de Nürburgring con un BMW Z4 de Schubert.
Tomczyk continuó con BMW en el DTM 2014, aunque pasó al equipo Schnitzer. Se recuperó de su actuación anterior al conseguir un tercer puesto y un cuarto, además de puntuar en siete de diez fechas, para ubicarse sexto en la tabla final.

## Resultados

### Campeonato Mundial de Resistencia de la FIA
(Clave) (negrita indica pole position) (cursiva indica vuelta rápida)

| Año     | Escudería     | Clase     | Automóvil  | 1   | 2   | 3   | 4   | 5   | 6   | 7   | 8   | Pos. | Puntos | Ref.  |
| ------- | ------------- | --------- | ---------- | --- | --- | --- | --- | --- | --- | --- | --- | ---- | ------ | ----- |
| 2018-19 | BMW Team MTEK | LMGTE Pro | BMW M8 GTE | SPA | LMS | SIL | FUJ | SHA | SEB | SPA | LMS | 14.º | 53     | [ 1 ] |
| 2018-19 | BMW Team MTEK | LMGTE Pro | BMW M8 GTE | 8   | 9   | 5   | 7   | 8   | 2   | 9   | 15  | 14.º | 53     | [ 1 ] |